# Nomada mutica
Nomada mutica är en biart som beskrevs av Morawitz 1872. Nomada mutica ingår i släktet gökbin, och familjen långtungebin. Inga underarter finns listade i Catalogue of Life.